# Glenn Branca
Glenn Branca (Harrisburg, 6 ottobre 1948 – New York, 13 maggio 2018) è stato un chitarrista, compositore e liutaio sperimentale statunitense. Musicista d'avanguardia, è conosciuto per il suo uso del volume, delle accordature alternative o scordature, del bordone e degli armonici naturali, e per aver coniugato le istanze del post-punk e della no wave con la musica colta.

## Biografia

### Gli inizi: Tra anni '60 e primi '70
Nato ad Harrisburg in Pennsylvania, Branca cominciò a suonare la chitarra a 15 anni. Nei primi anni di attività, per proprio diletto, compose una serie di cassette di sound art e collage sonori. Mentre studiava allo York College tra il 1966 e il 1967 formò una cover band che ebbe vita breve, chiamata The Crystal Ship, in compagnia di Al Whiteside e Dave Speece. Tra la fine dei '60 e l'inizio degli '70, Branca studiò recitazione all'Emerson College di Boston. Nel 1973 si trasferì da Boston a London con la sua ragazza di allora, Meg English, e li mette in scena uno spettacolo dal titolo Scratching the Surface.
Dopo essere ritornato a Boston nel 1974 incontrò John Rehberger. E fu a Boston nel 1975 che fondò la compagnia di teatro sperimentale The Bastard Theater, con la quale mise in scena una serie di "music-drama" dall'attitudine sperimentale, a metà tra spettacolo e performance art in cui veniva data molta rilevanza al lato musicale, tra cui la piece teatrale e musicale Anthropophagoi, prodotta nel loro loft in Massachusetts Avenue. Nel 1976 la seconda produzione del gruppo teatrale fu What Actually Happened. La seconda produzione di The Bastard Theatre fu What Actually Happened in un nuovo spazio a Central Square, Cambridge, per poi spostarsi al The Boston Arts Group. Le musiche per le produzioni del Bastard Theatre furono composizioni originali di Branca o Rehberger, eseguite dal vivo dagli attori/musicisti. I due avevano poi una band con chiamata The Dubious Music Ensemble.

### New York: tra la fine dei '70 e gli '80

#### 1976-1988: Tra Theoretical Girls e The Static
Si trasferì a New York nel 1976, nella zona del Lower Manhattan, dove tenta di fondare nuove esperienze teatrali, fino al incontro con la scena musicale locale, con la N. Dodo Band, che Branca andò a vedere più volte, nel posto dove loro si riunivano a provare, nella speranza di utilizzare quello spazio per una nuova produzione teatrale. È fu durante la preparazione dello spettacolo Instrumental for Six Guitars che Branca comprese definitivamente che la sua strada non era il teatro, bensì la musica. Nella sala prove dei N. Dodo Band, Branca aveva incontrato per la prima volta Jeffrey Lohn, che suonava il violino elettrico con loro, e fu lui che lo aveva portato a conoscere le nuove band della scena newyorkese come i Suicide. E fu Lohn, che nel 1977, rispose alla chiamata di Branca che in quel periodo aveva attaccato manifesti per reclutare i membri dei futuri Theoretical Girls. Margaret De Wys, che era la ragazza di Lohn, prese il posto come bassista e Mike Anthol (ex N. Dodo Band) quello di batterista. E fu Dan Graham a procurare la prima data alla band che suonò al Franklin Furnace. Nel 1977 Wharton Tiers entrò come batterista. I Theoretical Girls sono ancora oggi considerati come una band anticipatrice di ciò che poi avvenne con l'album/compilazione No New York prodotta e curata da Brian Eno.
Nel 1977 Branca si esibì anche con i Guitar trio di Rhys Chatham, un progetto di rumorismo che fu un'esperienza considerata molto significativa per la carriera del compositore e chitarrista d'avanguardia. Nel 1978, John Rehberger, che lo aveva affiancato nel Bastard Theater, lo filma nella performance Solo, tenutasi nel loft di Jeffrey Lohn. Nel 1979 Branca registrò come produttore artistico, l'album degli Y Pants di Barbara Ess intitolato Off The Hook e pubblicato dalla 99 Records ed autoproduce con i Theoretical Girls il 7" U.S. Millie / You Got Me su marchio Theoretical Records. Sempre nel 1979 forma The Static con Barbara Ess e Christine Hahn, con cui pubblica un 7" sempre su Theoretical Records, in pieno spirito DIY. Se è vero che sotto il marchio Theoretical Records Branca autoprodusse i suoi primi lavori, è anche vero che tale marchio fu l'anticamera che lo portò più tardi alla fondazione della propria etichetta che chiamerà Neutral Records.

#### 1981-1989: Tra Neutral Records e la serieSymphony
Intanto nel 1981 Branca pubblicò il suo primo EP personale intitolato Lesson No. 1 (99 Records) che lo vedeva accompagnato dalla batteria di Stephen Wischert, dall basso di Frank Schroder e dall'organo di Anthony Coleman, in "una musica da camera per soli strumenti rock in cui tutto ciò che produce suono viene ricondotto alla percussivita' più primitiva", iniziando così "seriamente a pensare la struttura dei brani in termini di “composizione”", senza dimenticare le precedenti esperienze della musica minimalista di La Monte Young e Terry Riley, in un retaggio che lo porterà presto alla sua serie di "Sinfonie". In questi anni Branca compose diversi pezzi di media lunghezza per chitarre elettriche, tra i quali The Ascension, che nel 1981 diede il titolo al suo primo LP (99 Records). Considerato da molti come uno dei suoi massimi capolavori, The Ascension vedeva una band formata da Jeffrey Glenn al basso, Stephan Wischerth alla batteria, ed alle chitarre, oltre allo stesso Branca, Ned Sublette, David Rosenbloom dei Chinese Puzzle e Lee Ranaldo dei Sonic Youth. La copertina era invece affidata a Robert Longo. Nello stesso anno registrò Indeterminate Activity of Resultant Masses, poi pubblicato solo nel 2008.
Nel 1982 Branca fonda la propria etichetta che chiama Neutral Records, con cui pubblicherà alcune delle band destinate a lasciare un segno nella musica newyorkese del noise rock post no wave, come Sonic Youth e Swans. Nello stesso anno iniziò a comporre sinfonie per orchestre di chitarre elettriche e percussioni, che mescolavano bordoni, cacofonia industriale e microtonalità con il misticismo e la matematica avanzata. Nella Symphony No. 1 (Tonal Plexus), pubblicata dalla ROIR nel 1983, Glenn Branca sperimenta con accordature alternative e chitarre preparate con corde metalliche che danno alla composizione maggior brillantezza, mescolandole con tastiere, ottoni e percussioni. Nel 1982 lavorò con Z'EV alla Symphony n. 2 (Atavistic, 1992) in cui Z'EV aveva un segmento solista in cui oscillava e faceva rotolare barattoli di metallo, scuoteva catene e lamiere d'acciaio. Con Symphony No. 3 (Gloria) (Neutral Records, 1983), Branca ha iniziato a comporre sistematicamente per armonici naturali, che considerava come struttura alla base non solo di tutta la musica, ma della maggior parte degli sforzi umani. In questo progetto, Branca fu inizialmente influenzato dagli scritti di Dane Rudhyar, Hermann von Helmholtz e Harry Partch. Tra i musicisti coinvolti nelle Symphony sono da menzionare poi Thurston Moore dei Sonic Youth, Page Hamilton degli Helmet, Phil Kline dei The Del-Byzanteens, ed i principali membri degli Swans, Michael Gira, Dan Braun e Algis Kizys.
Per sviluppare ulteriormente le sue composizioni basate sulle serie armoniche, Branca costruì diversi strumenti amplificati elettricamente di sua invenzione, espandendo il suo ensemble oltre la chitarra. Alcuni di questi strumenti erano delle Cetre da tavolo a tre ponti, che chiamò chitarre armoniche. Costruì anche strumenti con molte corde che chiamò "mallet guitars" (chitarre a mazzuolo) perché erano strumenti a percussione suonati con bacchette e piatti monotono elettrici con un terzo ponte aggiuntivo su posizioni di risonanza. Molti di questi strumenti possono essere visti nelle esibizioni dal vivo apparse sul DVD Glenn Branca - Symphonies 8 & 10 - Live at The Kitchen.

### 1989-2018: i lavori più tardi

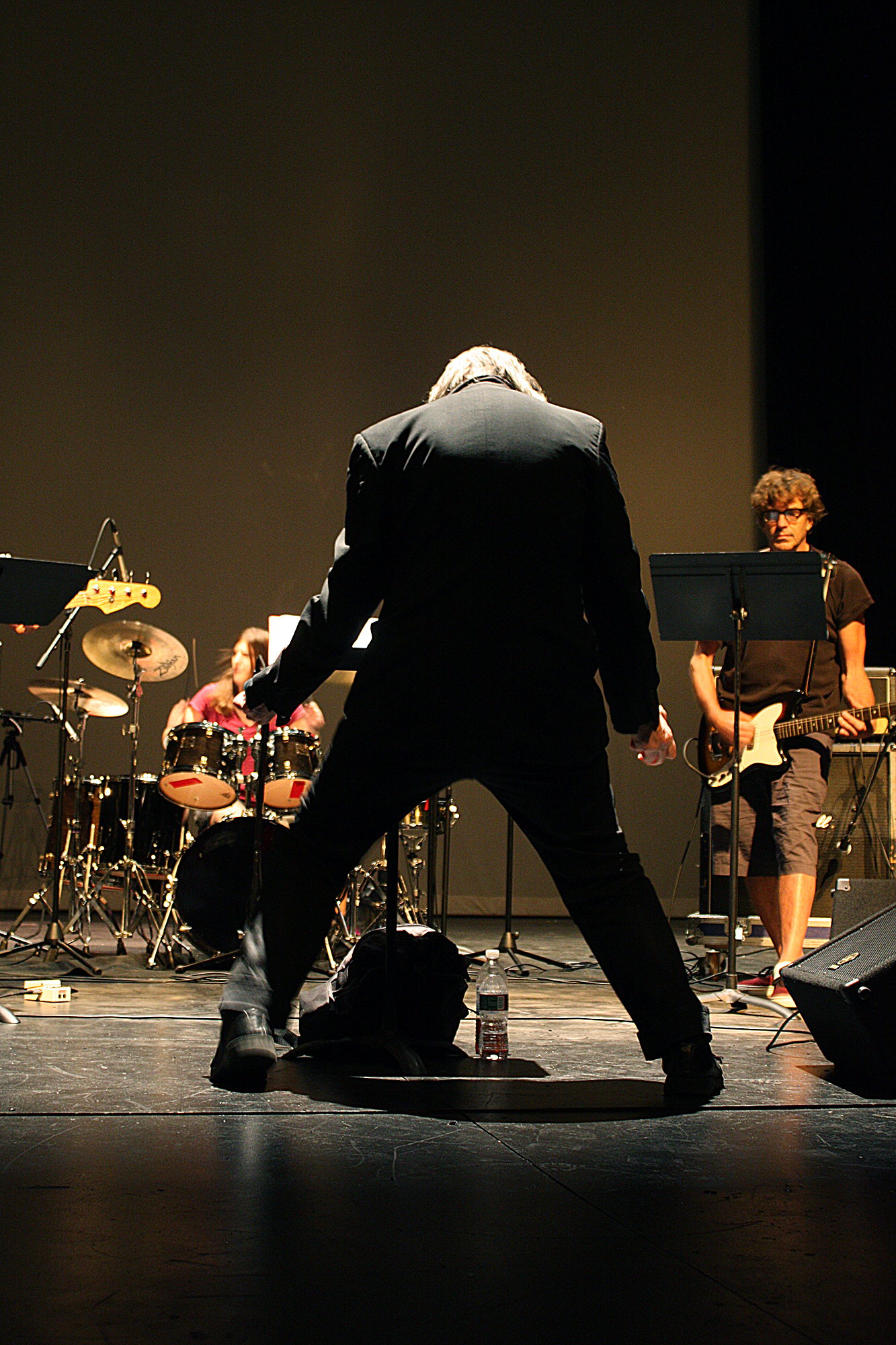
The Glenn Branca Ensemble nel 2012 a Washington, D.C.

Nel 1989 lo Steirischer Herbst di Graz produsse la Symphony n. 7, che fu la sua prima composizione per orchestra sinfonica, anche se non abbandonò mai la chitarra elettrica. La Symphony n. 7 fu poi utilizzata da Peter Greenaway per Il ventre dell'architetto ed anche da compagnie di danza contemporanea come Twyla Tharp Dance, Alvin Ailey Dance Company e del Joffrey Ballet
Nei primi anni '90, David Baratier ha tentato di documentare lo stile di insegnamento di Branca in They Walked in Line. Nel settembre 1996, The Glenn Branca Ensemble suonò durante la cerimonia di apertura del Festival di Aarhus in Danimarca. La cerimonia si è svolta nel Musikhuset Opera House e tra il pubblico c'erano la regina di Danimarca, il sindaco di Aarhus e altri dignitari. Dopo che il compositore ha ricevuto più di 25 commissioni importanti a partire dal 1981 fino alla sua morte nel 2018, la musica di Branca ha iniziato a ricevere attenzione accademica. Alcuni studiosi, in particolare Kyle Gann, lo considerano (e Rhys Chatham) un membro della scuola totalista del postminimalismo.
Branca ha anche suonato duetti per chitarre iper-amplificate con sua moglie, Reg Bloor, e ha diretto la sua tredicesima sinfonia per 100 chitarre elettriche alla base del World Trade Center di New York il 13 giugno 2001, meno di tre mesi prima della distruzione del centro negli attacchi dell'11 settembre. Da quel momento il suo brano per 100 chitarre è stato eseguito in tutti gli Stati Uniti e in Europa. Nel 2008, ha scritto la sua sedicesima sinfonia, intitolata The Harmonic Series, che viene eseguita da un'orchestra tradizionale. Il primo movimento di questa sinfonia, intitolato 2,000,000,000 Light Years From Home, è stato presentato a St. Louis dalla St. Louis Symphony Orchestra diretta da David Robertson il 13 novembre 2008. Questa è stata la dodicesima orchestra principale ad eseguire il lavoro orchestrale di Branca dal 1986.
Nell'ottobre 2014, Branca ha presentato Ascension Three, in tournée con il Glenn Branca Ensemble in Europa. Nel febbraio 2015, il secondo pezzo per 100 chitarre elettriche di Branca, Symphony No. 16 (Orgasm), è stato presentato alla Cité de la musique di Parigi. The Light (per David) per quattro chitarre, basso e batteria, ha debuttato nell'ottobre 2016 alla Roulette di Brooklyn.
Il 13 maggio 2018, all'età di 69 anni, Glenn Branca è morto nel sonno a causa di un cancro alla gola.

## Discografia parziale

### Album
- 1981 - The Ascension (99 Records - Acute Records 2001, Fortissimo Records 2010)
- 1981 - Indeterminate Activity of Resultant Masses, (Atavistic)
- 1982 - Bad Smells from Who Are You Staring At? con John Giorno (GPS)
- 1983 - Chicago 82 - A Dip In The Lake (Crepuscule)
- 1983 - Symphony No.3 (Gloria) (Atavistic)
- 1983 - Symphony No.1 (Tonal Plexus) (ROIR)
- 1987 - The Belly of an Architect (Crepuscule)
- 1989 - Symphony No.6 (Devil Choirs At The Gates Of Heaven) (Atavistic)
- 1992 - Symphony No.2 (The Peak of the Sacred) (Atavistic)
- 1992 - The World Upside Down (Crepuscule)
- 1994 - The Mysteries (Symphonies Nos.8 & 10) (Atavistic)
- 1995 - Symphony No.9 (l'eve future) (Point)
- 1995 - Faspeedelaybop from Just Another Asshole (various) (Atavistic)
- 1996 - Songs '77-'79 (Atavistic)
- 1999 - Symphony No.5 (Describing Planes Of An Expanding Hypersphere) (Atavistic)
- 2000 - Empty Blue (In Between)
- 2000 - Movement Within from Renegade Heaven by Bang On A Can (Cantaloupe)
- 2002 - The Mothman Prophecies (contributed 1-minute "Collage")(Lakeshore Records)
- 2010 - The Ascension: The Sequel (Systems Neutralizers)
- 2019 - The Third Ascension (Systems Neutralizers)

### EP
- 1983 - Edmond (Schauspiel Staatstheater Stuttgart)

### Singoli
- 1980 - Lesson No. 1 (99 Records)
- 1983 - Acoustic Phenomena (Kunsthalle Bern)

### Partecipazioni
- 1994 - AA. VV. Century XXI: USA 2 - Electric/Acoustic (New Tone) con il brano Les Honneurs Du Pied